# Llista de capítols de Love Hina
|  | Aquest article tracta sobre els volums del manga. Vegeu-ne altres significats a «Llista d'episodis de Love Hina». |

Love Hina és una sèrie manga escrita i il·lustrada per Ken Akamatsu. La sèrie explica la història d'en Keitaro Urashima i els seus intents per trobar la noia a qui de petit va prometre entrar a la Universitat de Tòquio.
Originalment va ser publicada a la revista Weekly Shōnen Magazine de Kodansha des del 21 d'octubre de 1998 al 31 d'octubre de 2001 i Kodansha en va publicar 14 volums tankōbon. Kodansha també en va publicar dues novel·les, escrites per dos guionistes de la sèrie d'anime. L'editorial Glénat publicà tots els volums del manga en català entre el 2008 i el 2010.

## Publicació
| - Hinata. 7: Anem a dormir plegats ♥ - Hinata. 8: El comiat de la nit de nadal (primera part) - Hinata. 9: El comiat de la nit de nadal (segona part) - Hinata. 10: Any nou, sort nova ♥ - Hinata. 11: Exàmens a corre-cuita! | - Hinata. 12: Primer la bona o la dolenta? - Hinata. 13: La vida és somni - Hinata. 14: Quina ràbia que em fa Sant Valentí! - Hinata. 15: Sempre estarem junts! |

| - Hinata. 16: Ha nascut una parella d'estudiants de la Tôdai? - Hinata. 17: Enhorabona per l'aprovat!? - Hinata. 18: Una escapada romàntica? - Hinata. 19: Emoció als banys mixtes ♥ - Hinata. 20: La nit és verge | - Hinata. 21: Apa, ara arriba la Mutsumi! - Hinata. 22: Et demano perdó... per ser com tu ♥ - Hinata. 23: Supervivents! - Hinata. 24: Totes plegades a l'operació "La venedora de llumins" |

| - Hinata. 25: Quan floreixen els cirerers - Hinata. 26: Fugida de la Residència Hinata - Hinata. 27: Les petites cabòries de la Motoko - Hinata. 28: Dos sota la pluja - Hinata. 29: Auxili! Quina feina tan dura | - Hinata. 30: La gran baralla del noi de les fotos contra la nena de la ceràmica - Hinata. 31: La residència dels embolics - Hinata. 32: La vida continua igual - Hinata. 33: M'agrades molt |

| - Hinata. 34: Anem a la platja! - Hinata. 35: El somni d'una nit d'estiu - Hinata. 36: Qui juga amb foc... - Hinata. 37: En Wukong i els seus amics ♥ - Hinata. 38: Un petó, una aventura ♥ | - Hinata. 39: Fes-me un petó ♥ - Hinata. 40: La balada de la donzella ermitana - Hinata. 41: El secret de la noia misteriosa ♥ - Hinata. 42: El preu de la sinceritat |